# Фоли, Томас (адмирал)
Сэр Томас Фоли (англ. Thomas Foley; 1757 — 9 января 1833) — адмирал Королевского военно-морского флота Великобритании (27 мая 1825 года). «Герой сражения на Ниле», решающего морского сражения между королевским ВМФ Великобритании под командованием адмирала Нельсона и флотом Французской республики под командованием адмирала де Брюе в Абукирском заливе вблизи Нила с 1 по 3 августа 1798 года.

## Биография

Портрет Томаса Фоли. 1807 г.

Сын землевладельца. В 13-летнем возрасте поступил на службу в ВМФ Великобритании. Служил гардемарином на 14-пушечном шлюпе «Otter» на морской станции Ньюфаундленда. В 1774 году переведён на 40-пушечный фрегат «Antelope», флагман контр-адмирала Гейтона на Ямайке, отличился в боях против американских каперов, 25 мая 1778 года был награждён чином лейтенанта и 28 мая назначен на 68-пушечный линейный корабль «America» в составе Флота Канала. Сражался под командой адмиралов О. Кеппеля и Ч. Харди, в октябре 1779 года переведён на 90-пушечный линейный корабль «Prince George» и под командой контр-адмирала Р. Дигби отличился при захвате испанского конвоя у мыса Финистерре 8 января 1780 года. В том же году принимал участие в сражении за снятие большая осада Гибралтара.
В 1781 году направлен в Вест-Индию в составе эскадры адмирала Д. Б. Родни, отличился в Доминикском сражении 12 апреля 1782 года против французской эскадры адмирала де Грасса вблизи архипелага Святых, где были сорваны планы французов по захвату Ямайки, 1 декабря 1782 года стал коммодором, в 1785 году вернулся в Англию.
С декабря 1787 по сентябрь 1790 года командовал шлюпом «Racehorse», 21 сентября 1790 года — капитан, в апреле 1793 года — командир 98-пушечного линейного корабля «Saint George», флагмана адмирала Джона Гелла на Средиземном море, принимал участие в осаде Тулона, в декабре 1793 года — флаг-капитан контр-адмирала Х. Паркера, отличился в морском бою в бухте Жуан (11 июня 1794 года) и в двух сражениях на рейде Тулона (13 апреля и 13 июля 1795 года).
14 февраля 1797 года состоял вторым капитаном 100-пушечного линейного корабля «Britannia» в сражении с испанцами при Сен-Винсенте, позже возглавил 74-пушечный линейный корабль «Goliath», на борту которого в 1798 году присоединился к эскадре адмирала Г. Нельсона в Средиземном море, отличился в битве при Абукире 1 августа 1798 года против французской эскадры адмирала Ф. П. Брюе .

В тот момент, когда англичане заметили французов, впереди шёл Т. Фоли. Он отдал приказ ставить боевые паруса, чтобы иметь возможность по-прежнему держаться впереди, когда поступит приказ принять боевой порядок. Британцы подошли ближе, расположение французских кораблей стало более ясным, и Фоли, стоящий рядом с рулевым, заметил, что англичанам открывается необыкновенная возможность. Французы вытянулись в линию на некотором расстоянии от берега. Т. Фоли догадался, что там может оказаться достаточно места чтобы втиснуться с незащищённой стороны между французским строем и берегом. Это было рискованное решение. Битва должна была с минуты на минуту начаться, времени на раздумья не было. Т. Фоли пришёл к выводу, что корабли адмирала Ф. П. Брюе должны были встать на якорь недалеко от берега, чтобы иметь возможность развернуться и не сесть на мель. Т. Фоли направил свой корабль между
французским строем и берегом, увлекая за собой английский строй. За одержанную победу он был увенчан лаврами героя битвы при Абукире, который вышел за рамки традиционного мышления и руководствовался интуицией, не дожидаясь пока получит приказ Нельсона.
Позже, служил под командой Нельсона в Балтийском море, 2 апреля 1801 года нёс на своём корабле флаг последнего в сражении при Копенгагене.
28 апреля 1808 года — контр-адмирал, в 1811 году — главнокомандующий станции в Доунсе, держал флаг на борту 64-пушечного фрегата «Monmouth», 12 августа 1812 года — вице-адмирал, 27 мая 1825 года — адмирал Флота, в мае 1833 года занял пост главнокомандующего в Портсмуте.
Был женат на Люси Энн Фицджеральд (1771—1851), участнице Ирландского восстания 1798 года, дочери Джеймса Фицджеральда, 1-го герцога Лейнстера. Приобрел поместье в 1795 году со своей доли добычи, полученной в результате захвата в 1793 году испанского корабля с сокровищами «St. Jago».
Умер 9 января 1833 года в возрасте 75 лет.

## Награды
- Кавалер ордена Бани (1815),
- Командор ордена Бани (1820).